# Cazaux-Debat
Cazaux-Debat ist eine französische Gemeinde mit 33 Einwohnern (Stand 1. Januar 2022) im Département Hautes-Pyrénées in der Region Okzitanien. Sie gehört zum Arrondissement Bagnères-de-Bigorre und zum Kanton Neste, Aure et Louron.

## Geographie
Die Gemeinde liegt in der historischen Provinz Bigorre, in der Landschaft Pays d’Aure. Die spanische Grenze am Kamm der Pyrenäen befindet sich etwa 15 Kilometer weiter südlich. Nachbargemeinden von Cazaux-Debat sind Jézeau im Norden, Ris im Osten, Bordères-Louron im Süden, Lançon im Westen und Arreau im Nordwesten.
Der Gemeindehauptort liegt im Vallée du Louron genannten Tal, am Fluss Neste du Louron, der am Talgrund durch Bordères-Louron fließt.

### Bevölkerungsentwicklung
Die Entwicklung der Einwohnerzahl ist durch Volkszählungen, die seit 1793 durchgeführt werden, bekannt. Im 21. Jahrhundert werden in Gemeinden mit weniger als 10.000 Einwohnern alle fünf Jahre Volkszählungen durchgeführt, in größeren Städten jedes Jahr.
| Jahr      | 1962 | 1968 | 1975 | 1982 | 1990 | 1999 | 2006 | 2016 |
| Einwohner | 22   | 19   | 15   | 13   | 14   | 12   | 21   | 31   |